# Geocaryum macrocarpum
Geocaryum macrocarpum là một loài thực vật có hoa trong họ Hoa tán. Loài này được (Boiss. & Spruner) Engstrand mô tả khoa học đầu tiên năm 1977.